# Medalla Joe Marston
La Medalla Joe Marston es un premio otorgado al mejor jugador del partido de la Gran Final de la A-League cada año. El trofeo fue instaurado en 1990, y era otorgado al mejor jugador de la final de la National Soccer League de Australia. La medalla lleva el nombre de Joe Marston, futbolista de la Selección Australiana en la década de 1950 y miembro del Preston North End FC, equipo que jugó la final de la FA Cup inglesa en 1954.

## Lista de ganadores

### NSL
| Temporada | Jugador            | Club              | Club rival        |
| --------- | ------------------ | ----------------- | ----------------- |
| 1989–90   | Abbas Saad         | Sydney Olympic    | Marconi Stallions |
| 1990–91   | Josip Biskic*      | Melbourne Knights | South Melbourne   |
| 1991–92   | Alex Tobin         | Adelaide City     | Melbourne Knights |
| 1992–93   | Milan Ivanovic*    | Adelaide City     | Marconi Stallions |
| 1993–94   | Alex Tobin         | Adelaide City     | Melbourne Knights |
| 1994–95   | Steve Horvat       | Melbourne Knights | Adelaide City     |
| 1995–96   | Andrew Marth       | Melbourne Knights | Marconi Stallions |
| 1996–97   | Alan Hunter        | Brisbane Strikers | Sydney United     |
| 1997–98   | Fausto De Amicis   | South Melbourne   | Carlton SC        |
| 1998–99   | Goran Lozanovski   | South Melbourne   | Sydney United     |
| 1999–00   | Scott Chipperfield | Wollongong Wolves | Perth Glory       |
| 2000–01   | Matthew Horsley    | Wollongong Wolves | South Melbourne   |
| 2001-02   | Ante Milicic       | Sydney Olympic    | Perth Glory       |
| 2002–03   | Simon Colosimo     | Perth Glory       | Sydney Olympic    |
| 2003–04   | Ahmad Elrich*      | Parramatta Power  | Perth Glory       |

### A-League
| Temporada | Jugador              | Club                     | Club Oponente            |
| --------- | -------------------- | ------------------------ | ------------------------ |
| 2005–06   | Dwight Yorke         | Sydney FC                | Central Coast Mariners   |
| 2006–07   | Archie Thompson      | Melbourne Victory        | Adelaide United          |
| 2007–08   | Andrew Durante       | Newcastle United Jets    | Central Coast Mariners   |
| 2008–09   | Tom Pondeljak        | Melbourne Victory        | Adelaide United          |
| 2009–10   | Simon Colosimo       | Sydney FC                | Melbourne Victory        |
| 2010–11   | Matt Ryan *          | Central Coast Mariners   | Brisbane Roar            |
| 2011–12   | Jacob Burns *        | Perth Glory              | Brisbane Roar            |
| 2012–13   | Daniel McBreen       | Central Coast Mariners   | Western Sydney Wanderers |
| 2013–14   | Thomas Broich        | Brisbane Roar            | Western Sydney Wanderers |
| 2013–14   | Iacopo La Rocca *    | Western Sydney Wanderers | Brisbane Roar            |
| 2014–15   | Mark Milligan        | Melbourne Victory        | Sydney FC                |
| 2015–16   | Isaías Sánchez       | Adelaide United          | Western Sydney Wanderers |
| 2016–17   | Daniel Georgievski * | Melbourne Victory        | Sydney FC                |
| 2017–18   | Lawrence Thomas      | Melbourne Victory        | Newcastle United Jets    |
| 2018–19   | Miloš Ninković       | Sydney FC                | Perth Glory              |
| 2019–20   | Rhyan Grant          | Sydney FC                | Melbourne CIty           |
| 2020–21   | Nathaniel Atkinson   | Melbourne CIty           | Sydney FC                |
| 2021–22   | Aleksandar Prijović  | Western United           | Melbourne CIty           |
| 2022–23   | Jason Cummings       | Central Coast Mariners   | Melbourne City           |
| 2023–24   | Ryan Edmondson       | Central Coast Mariners   | Melbourne Victory        |
| 2024–25   | Mathew Leckie        | Melbourne City           | Melbourne Victory        |

(*) Jugador perteneciente al equipo derrotado en la final.